# Seznam hokejistů draftovaných týmem Anaheim Ducks

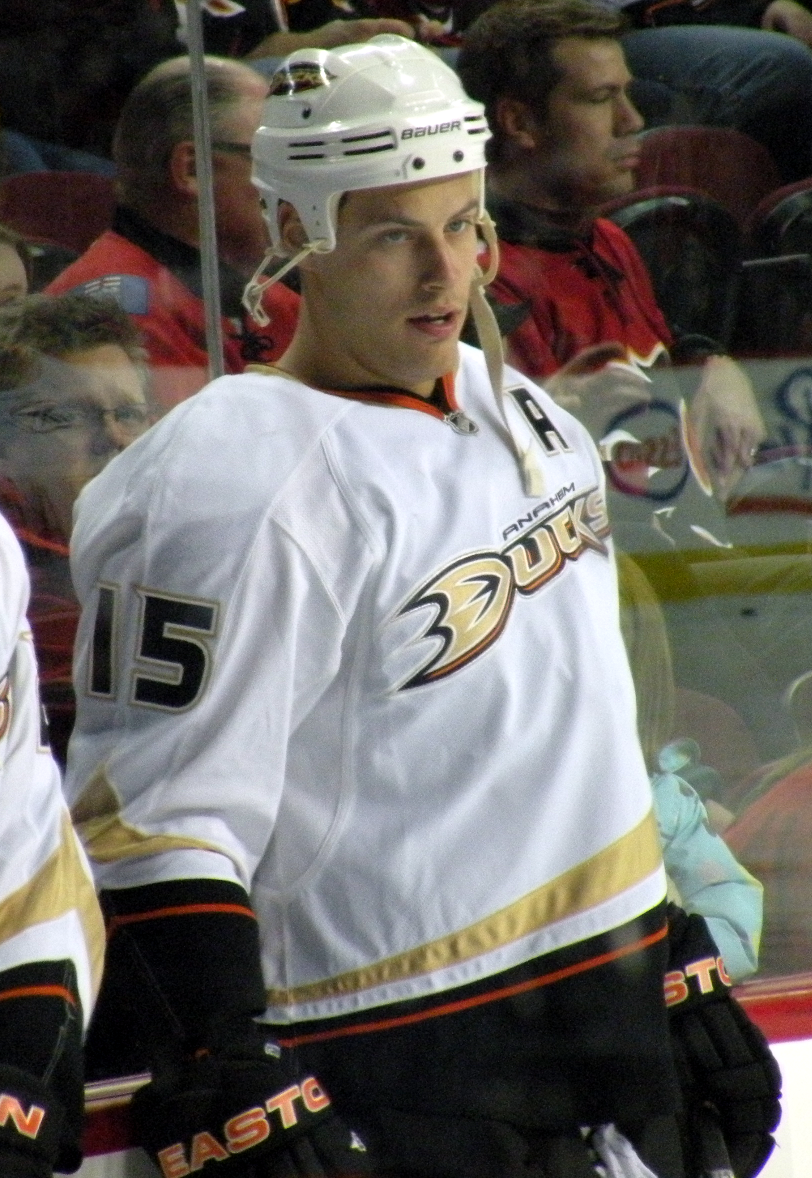
Ryan Getzlaf byl draftován z 19. místa v roce 2003.

Toto je kompletní seznam hokejistů, kteří byli draftováni v NHL do týmu Anaheim Ducks. To zahrnuje každého hráče, který byl draftován, bez ohledu na to, zda hrál za tým.

## Draft 1. kola

### Historie prvního kola
| † | Hráč který byl vybrán do hokejové síně slávy | Hráč který byl vybrán do hokejové síně slávy | Hráč který byl vybrán do hokejové síně slávy |
| * | Draftován z 1. místa                         | Draftován z 1. místa                         | Draftován z 1. místa                         |
| ≠ | Hráč který neodehrál žádný zápas v NHL       | Hráč který neodehrál žádný zápas v NHL       | Hráč který neodehrál žádný zápas v NHL       |

| Rok  | Místo | Hráč               | Pozice       | Stát      | Předchozí tým (liga)               |
| ---- | ----- | ------------------ | ------------ | --------- | ---------------------------------- |
| 1993 | 4     | Paul Kariya        | Levé křídlo  | Kanada    | Maine Black Bears (NCAA)           |
| 1994 | 2     | Oleg Tverdovskij   | Obránce      | Ukrajina  | Křídla Sovětů Moskva (RSL)         |
| 1995 | 4     | Chad Kilger        | Levé křídlo  | Kanada    | Kingston Frontenacs (OHL)          |
| 1996 | 9     | Ruslan Salej       | Obránce      | Bělorusko | Las Vegas Thunder (IHL)            |
| 1997 | 18    | Michael Holmqvist  | Centr        | Švédsko   | Djurgårdens IF Hockey (SEL)        |
| 1998 | 5     | Vitalij Višněvskij | Obránce      | Rusko     | Lokomotiv Jaroslavl-2 (RSL 2)      |
| 2000 | 12    | Alexej Smirnov     | Levé křídlo  | Rusko     | OHK Dynamo Moskva (RSL)            |
| 2001 | 5     | Stanislav Čistov   | Levé křídlo  | Rusko     | Avangard Omsk (RSL)                |
| 2002 | 12    | Joffrey Lupul      | Centr        | Kanada    | Medicine Hat Tigers (WHL)          |
| 2003 | 19    | Ryan Getzlaf       | Centr        | Kanada    | Calgary Hitmen (WHL)               |
| 2003 | 28    | Corey Perry        | Pravé křídlo | Kanada    | London Knights (OHL)               |
| 2004 | 9     | Ladislav Šmíd      | Obránce      | Česko     | Bílí Tygři Liberec (CZE)           |
| 2005 | 2     | Bobby Ryan         | Pravé křídlo | USA       | Owen Sound Attack (OHL)            |
| 2006 | 19    | Mark Mitera≠       | Obránce      | USA       | University of Michigan (NCAA)      |
| 2007 | 19    | Logan MacMillan≠   | Levé křídlo  | Kanada    | Halifax Mooseheads (QMJHL)         |
| 2008 | 17    | Jake Gardiner      | Obránce      | USA       | Minnetonka High (USHS)             |
| 2009 | 15    | Peter Holland      | Centr        | Kanada    | Guelph Storm (OHL)                 |
| 2009 | 26    | Kyle Palmieri      | Centr        | USA       | U.S. National Under-18 Team (NAHL) |
| 2010 | 12    | Cam Fowler         | Obránce      | USA       | Windsor Spitfires (OHL)            |
| 2010 | 29    | Emerson Etem       | Centr        | USA       | Medicine Hat Tigers (WHL)          |
| 2011 | 30    | Rickard Rakell     | Pravé křídlo | Švédsko   | Plymouth Whalers (OHL)             |
| 2012 | 6     | Hampus Lindholm    | Obránce      | Švédsko   | Rögle BK (HockeyAllsvenskan)       |
| 2013 | 26    | Shea Theodore      | Obránce      | Kanada    | Seattle Thunderbirds (WHL)         |
| 2014 | 10    | Nick Ritchie       | Levé křídlo  | Kanada    | Peterborough Petes (OHL)           |
| 2015 | 27    | Jacob Larsson      | Obránce      | Švédsko   | Frölunda HC (SHL)                  |

### Celkový výběr

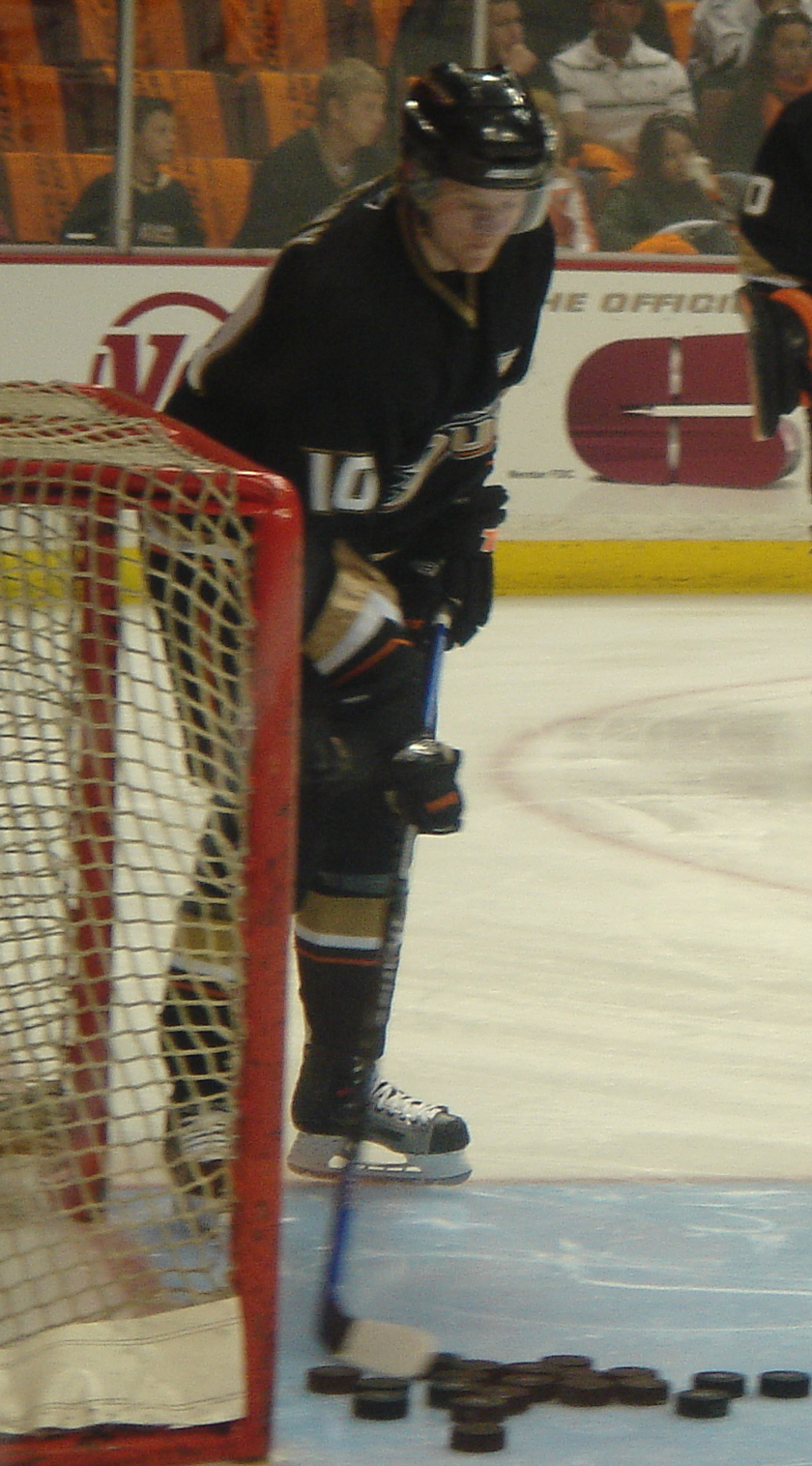
Corey Perry byl draftován z 28. místa v roce 2003.

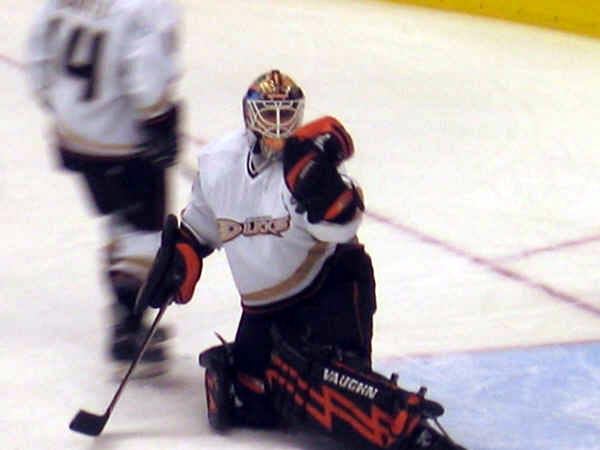
Ilja Bryzgalov byl draftován ze 44. místa v roce 2000.

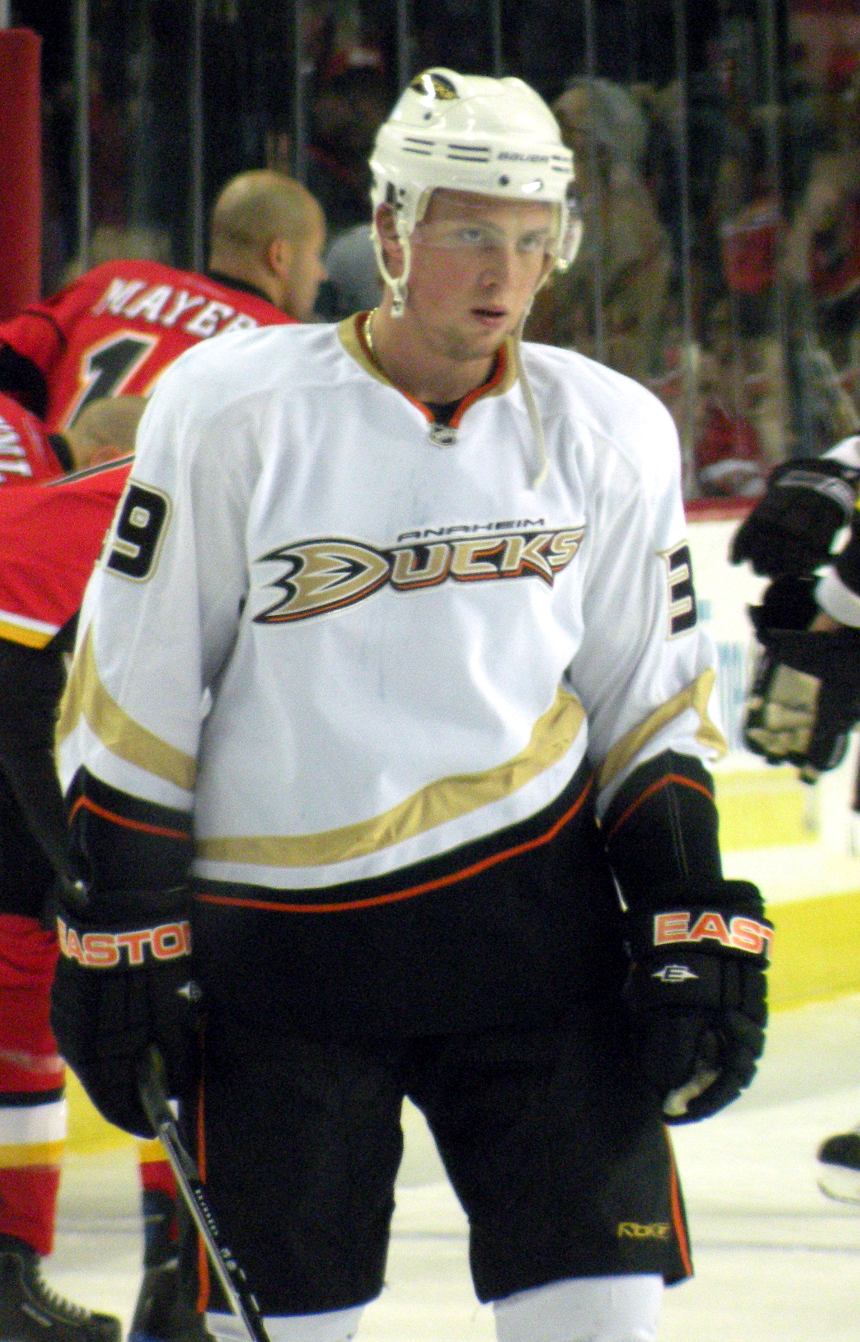
Matt Beleskey byl draftován ze 112. místa v roce 2006.

|  | Hráči kteří hráli nejméně jeden zápas v NHL |
|  | Hráči kteří si zahráli v NHL All-Star Game  |

| Rok  | Kolo | Místo | Hráč                     | Pozice              |
| ---- | ---- | ----- | ------------------------ | ------------------- |
| 1993 | 1    | 4     | Paul Kariya              | Levé křídlo         |
| 1993 | 2    | 30    | Nikolaj Culygin          | Obránce             |
| 1993 | 3    | 56    | Valerij Karpov           | Levé křídlo         |
| 1993 | 4    | 82    | Joel Gagnon              | Brankář             |
| 1993 | 5    | 108   | Michail Štalenkov        | Brankář             |
| 1993 | 6    | 134   | Antti Aalto              | Centr               |
| 1993 | 7    | 160   | Matt Peterson            | Centr               |
| 1993 | 8    | 186   | Tom Askey                | Brankář             |
| 1993 | 9    | 212   | Vitaly Kozel             | Levé křídlo         |
| 1993 | 10   | 238   | Anatolij Fedotov         | Obránce             |
| 1993 | 11   | 264   | David Penney             | Levé křídlo         |
| 1993 | S    | 5     | Pat Thompson             | Obránce             |
| 1994 | 1    | 2     | Oleg Tverdovskij         | Obránce             |
| 1994 | 2    | 28    | Johan Davidsson          | Levé křídlo         |
| 1994 | 3    | 67    | Craig Reichert           | Pravé křídlo        |
| 1994 | 4    | 80    | Byron Briske             | Obránce             |
| 1994 | 6    | 106   | Pavel Trnka              | Obránce             |
| 1994 | 6    | 132   | Bates Battaglia          | Levé křídlo         |
| 1994 | 7    | 158   | Rocky Welsing            | Obránce             |
| 1994 | 8    | 184   | Brad Englehart           | Centr               |
| 1994 | 10   | 236   | Tommi Miettinen          | Levé křídlo         |
| 1994 | 11   | 262   | Jeremy Stevenson         | Levé křídlo         |
| 1994 | S    | 2     | Steve Rucchin            | Centr               |
| 1995 | 1    | 4     | Chad Kilger              | Pravé křídlo        |
| 1995 | 2    | 29    | Brian Wesenberg          | Pravé křídlo        |
| 1995 | 3    | 55    | Mike Leclerc             | Levé křídlo         |
| 1995 | 5    | 107   | Igor Nikulin             | Pravé křídlo        |
| 1995 | 6    | 133   | Peter Leboutillier       | Pravé křídlo        |
| 1995 | 7    | 159   | Mike LaPlante            | Obránce             |
| 1995 | 8    | 185   | Igor Karpenko            | Brankář             |
| 1996 | 1    | 9     | Ruslan Salej             | Obránce             |
| 1996 | 2    | 35    | Matt Cullen              | Centr               |
| 1996 | 5    | 117   | Brendan Buckley          | Obránce             |
| 1996 | 6    | 149   | Blaine Russell           | Brankář             |
| 1996 | 7    | 172   | Timo Ahmaoja             | Obránce             |
| 1996 | 8    | 198   | Kevin Kellett            | Obránce             |
| 1996 | 9    | 224   | Tobias Johansson         | Obránce             |
| 1997 | 1    | 18    | Michael Holmqvist        | Centr               |
| 1997 | 2    | 45    | Maxim Balmočnych         | Levé křídlo         |
| 1997 | 3    | 72    | Jay Legault              | Pravé křídlo        |
| 1997 | 5    | 125   | Luc Vaillancourt         | Brankář             |
| 1997 | 7    | 178   | Tony Mohagen             | Levé křídlo         |
| 1997 | 7    | 181   | Mat Snesrud              | Obránce             |
| 1997 | 8    | 209   | René Stüssi              | Centr               |
| 1997 | 9    | 235   | Tommi Degerman           | Centr               |
| 1998 | 1    | 5     | Vitalij Višněvskij       | Obránce             |
| 1998 | 2    | 32    | Stephen Peat             | Pravé křídlo        |
| 1998 | 4    | 112   | Viktor Wallin            | Obránce             |
| 1998 | 6    | 150   | Trent Hunter             | Obránce             |
| 1998 | 7    | 178   | Jesse Fibiger            | Obránce             |
| 1998 | 8    | 205   | David Bernier            | Pravé křídlo        |
| 1998 | 9    | 233   | Pelle Prestberg          | Levé křídlo         |
| 1998 | 9    | 245   | Andreas Andersson        | Brankář             |
| 1999 | 2    | 44    | Jordan Leopold           | Obránce             |
| 1999 | 3    | 83    | Niclas Hävelid           | Obránce             |
| 1999 | 4    | 105   | Alexandr Čagodajev       | Útočník             |
| 1999 | 5    | 141   | Maxim Rybin              | Levé křídlo         |
| 1999 | 6    | 173   | Jan Sandström            | Obránce             |
| 1999 | 8    | 230   | Petr Tenkrát             | Pravé křídlo        |
| 1999 | 9    | 258   | Brian Gornick            | Centr               |
| 2000 | 1    | 12    | Alexej Smirnov           | Centr               |
| 2000 | 2    | 44    | Ilja Bryzgalov           | Brankář             |
| 2000 | 4    | 98    | Jonas Rönnqvist          | Levé křídlo         |
| 2000 | 5    | 134   | Peter Podhradský         | Obránce             |
| 2000 | 5    | 153   | Bill Cass                | Obránce             |
| 2001 | 1    | 5     | Stanislav Čistov         | Levé křídlo         |
| 2001 | 2    | 35    | Mark Popovic             | Obránce             |
| 2001 | 3    | 69    | Joel Stepp               | Centr               |
| 2001 | 4    | 102   | Timo Pärssinen           | Levé křídlo         |
| 2001 | 4    | 105   | Vladimir Korsunov        | Obránce             |
| 2001 | 4    | 118   | Brandon Rogers           | Obránce             |
| 2001 | 5    | 137   | Joel Perrault            | Centr               |
| 2001 | 6    | 170   | Ján Tabaček              | Obránce             |
| 2001 | 7    | 224   | Tony Mårtensson          | Centr               |
| 2001 | 8    | 232   | Martin Gerber            | Brankář             |
| 2001 | 9    | 264   | Pierre Parenteau         | Pravé křídlo        |
| 2002 | 1    | 7     | Joffrey Lupul            | Centr               |
| 2002 | 2    | 37    | Tim Brent                | Centr               |
| 2002 | 3    | 71    | Brian Lee                | Obránce             |
| 2002 | 4    | 103   | Joonas Vihko             | Pravé křídlo        |
| 2002 | 5    | 140   | George Davis             | Pravé křídlo        |
| 2002 | 6    | 173   | Luke Fritshaw            | Obránce             |
| 2002 | 9    | 261   | Francois Caron           | Obránce             |
| 2002 | 9    | 267   | Chris Petrow             | Obránce             |
| 2003 | 1    | 19    | Ryan Getzlaf             | Centr               |
| 2003 | 1    | 28    | Corey Perry              | Pravé křídlo        |
| 2003 | 3    | 86    | Shane Hynes              | Útočník             |
| 2003 | 3    | 90    | Juha Alen                | Obránce             |
| 2003 | 4    | 119   | Nathan Saunders          | Obránce             |
| 2003 | 6    | 186   | Drew Miller              | Levé a pravé křídlo |
| 2003 | 7    | 218   | Dirk Southern            | Obránce             |
| 2003 | 8    | 250   | Shane O'Brien            | Obránce             |
| 2003 | 9    | 280   | Ville Mantymaa           | Obránce             |
| 2004 | 1    | 9     | Ladislav Šmíd            | Obránce             |
| 2004 | 2    | 39    | Jordan Smith             | Obránce             |
| 2004 | 3    | 74    | Kyle Klubertanz          | Obránce             |
| 2004 | 3    | 75    | Tim Brent                | Centr               |
| 2004 | 6    | 172   | Matt Auffrey             | Pravé křídlo        |
| 2004 | 7    | 203   | Gabriel Bouthillette     | Brankář             |
| 2004 | 8    | 236   | Matt Christie            | Centr               |
| 2004 | 9    | 269   | Janne Pesonen            | Levé křídlo         |
| 2005 | 1    | 2     | Bobby Ryan               | Pravé křídlo        |
| 2005 | 2    | 31    | Brendan Mikkelson        | Obránce             |
| 2005 | 3    | 63    | Jason Bailey             | Pravé křídlo        |
| 2005 | 5    | 127   | Bobby Bolt               | Levé křídlo         |
| 2005 | 5    | 141   | Brian Salcido            | Obránce             |
| 2005 | 7    | 197   | Jean-Philippe Levasseuer | Brankář             |
| 2006 | 1    | 19    | Mark Mitera              | Obránce             |
| 2006 | 2    | 38    | Bryce Swan               | Pravé křídlo        |
| 2006 | 3    | 83    | John de Gray             | Obránce             |
| 2006 | 4    | 112   | Matt Beleskey            | Levé křídlo         |
| 2006 | 6    | 172   | Petteri Wirtanen         | Centr               |
| 2007 | 1    | 19    | Logan MacMillan          | Levé křídlo         |
| 2007 | 2    | 42    | Eric Tangradi            | Levé křídlo         |
| 2007 | 3    | 63    | Maxime Macenauer         | Centr               |
| 2007 | 4    | 92    | Justin Vaive             | Levé křídlo         |
| 2007 | 4    | 93    | Steven Kampfer           | Obránce             |
| 2007 | 4    | 98    | Sebastian Stefaniszin    | Brankář             |
| 2007 | 4    | 121   | Mattias Modig            | Brankář             |
| 2007 | 5    | 151   | Brett Morrison           | Centr               |
| 2008 | 1    | 17    | Jake Gardiner            | Obránce             |
| 2008 | 2    | 35    | Nicolas Deschamps        | Levé křídlo         |
| 2008 | 2    | 39    | Eric O'Dell              | Centr               |
| 2008 | 2    | 43    | Justin Schultz           | Obránce             |
| 2008 | 3    | 71    | Josh Brittain            | Levé křídlo         |
| 2008 | 3    | 83    | Marco Cousineau          | Brankář             |
| 2008 | 3    | 85    | Brendon McMillan         | Levé křídlo         |
| 2008 | 4    | 113   | Ryan Hegarty             | Obránce             |
| 2008 | 5    | 143   | Stefan Warg              | Obránce             |
| 2008 | 7    | 208   | Nick Pryor               | Obránce             |
| 2009 | 1    | 15    | Peter Holland            | Centr               |
| 2009 | 1    | 26    | Kyle Palmieri            | Centr               |
| 2009 | 2    | 37    | Matt Clark               | Obránce             |
| 2009 | 3    | 76    | Igor Bobkov              | Brankář             |
| 2009 | 4    | 106   | Sami Vatanen             | Obránce             |
| 2009 | 5    | 136   | Radoslav Illo            | Centr               |
| 2009 | 6    | 166   | Scott Valentine          | Obránce             |
| 2010 | 1    | 12    | Cam Fowler               | Obránce             |
| 2010 | 1    | 29    | Emerson Etem             | Centr               |
| 2010 | 2    | 42    | Devante Smith-Pelly      | Levé křídlo         |
| 2010 | 5    | 122   | Christopher Wagner       | Pravé křídlo        |
| 2010 | 5    | 132   | Tim Heed                 | Obránce             |
| 2010 | 6    | 161   | Andreas Dahlstrom        | Centr               |
| 2010 | 6    | 167   | Kevin Lind               | Obránce             |
| 2010 | 7    | 192   | Brett Perlini            | Pravé křídlo        |
| 2011 | 1    | 30    | Rickard Rakell           | Pravé křídlo        |
| 2011 | 2    | 39    | John Gibson              | Brankář             |
| 2011 | 2    | 53    | William Karlsson         | Centr               |
| 2011 | 3    | 65    | Joseph Cramarossa        | Centr               |
| 2011 | 3    | 83    | Andrew Welinski          | Obránce             |
| 2011 | 5    | 143   | Max Friberg              | Levé křídlo         |
| 2011 | 6    | 160   | Josh Manson              | Utočník             |
| 2012 | 1    | 6     | Hampus Lindholm          | Obránce             |
| 2012 | 2    | 36    | Nicolas Kerdiles         | Centr               |
| 2012 | 3    | 87    | Frederik Andersen        | Brankář             |
| 2012 | 4    | 97    | Kevin Roy                | Levé křídlo         |
| 2012 | 4    | 108   | Andrew O'Brien           | Obránce             |
| 2012 | 5    | 127   | Brian Cooper             | Obránce             |
| 2012 | 7    | 187   | Kenton Helgesen          | Obránce             |
| 2012 | 7    | 210   | Jaycob Megna             | Obránce             |
| 2013 | 1    | 26    | Shea Theodore            | Obránce             |
| 2013 | 2    | 45    | Nick Sorensen            | Pravé křídlo        |
| 2013 | 3    | 87    | Keaton Thompson          | Obránce             |
| 2013 | 5    | 147   | Grant Besse              | Pravé křídlo        |
| 2013 | 6    | 177   | Miro Aaltonen            | Centr               |
| 2014 | 1    | 10    | Nick Ritchie             | Levé křídlo         |
| 2014 | 2    | 38    | Marcus Pettersson        | Obránce             |
| 2014 | 2    | 55    | Brandon Montour          | Obránce             |
| 2014 | 5    | 123   | Matthew Berkovitz        | Obránce             |
| 2014 | 7    | 205   | Ondřej Kaše              | Pravé křídlo        |
| 2015 | 1    | 27    | Jacob Larsson            | Obránce             |
| 2015 | 2    | 59    | Julius Nattinen          | Centr               |
| 2015 | 3    | 80    | Brent Gates              | Centr               |
| 2015 | 3    | 84    | Deven Sideroff           | Pravé křídlo        |
| 2015 | 5    | 148   | Troy Terry               | Centr               |
| 2015 | 6    | 178   | Steven Ruggiero          | Obránce             |
| 2015 | 6    | 179   | Garrett Metcalf          | Brankář             |